# Venabäcken (naturreservat)
Venabäcken är ett naturreservat i Köpings kommun och Skinnskattebergs kommun i Västmanlands län.
Området är naturskyddat sedan 2008 och är 85 hektar stort. Reservatet omfattar en sträcka av Venabäcken med omgivande myrmark och barrskog med lövträd närmast bäcken.